# Catedral de Nuestra Señora (Saint-Bertrand-de-Comminges)
La catedral de Nuestra Señora de Saint-Bertrand de Comminges (en francés: cathédrale Notre-Dame de Saint-Bertrand-de-Comminges), también conocida como la catedral de Santa María, es una catedral católica de Francia que se encuentra al pie de los Pirineos, en la localidad de Saint Bertrand de Comminges, en el departamento de Alto Garona, en la región de Occitania. Fue la sede del obispo de Saint-Bertrand de Comminges y fue suprimida en 1790, durante la Revolución para ser integrada en la arquidiócesis de Toulouse.
La catedral  fue objeto de una clasificación al título de monumento histórico de Francia, parte de la primera lista de monumentos históricos del país —la lista de monumentos históricos de 1840— que contaba con 1034 bienes. En 1889 se hizo una nueva clasificación concerniente al claustro.
También es, desde 1998, uno de los bienes individuales incluidos en «Caminos de Santiago de Compostela en Francia», inscrito en el Patrimonio de la Humanidad de la Unesco.

## Emplazamiento
Emplazada sobre un pequeño promontorio a una altitud de 515 m a la salida del valle pirenaico del río Garona, desde la localidad de Saint-Bertrand de Comminges se pueden ver el pico de Cagire, el pico de Gar y el monte Sacon, y se contempla la parte alta del valle. De manera más general, la ciudad controla el acceso a España, Toulouse y Tarbes, servida por una red de carreteras derivada de las antiguas vías romanas.

## Historia
La catedral está situada en la acrópolis de un oppidum celta que dio origen a la ciudad romana de Lugdunum Convenarum  cuyas ruinas se encuentran aún se conservan en la llanura. Fue devastada por la invasión de los vándalos en 409. La actividad municipal continuó en el siglo V. Después de la victoria de Clodoveo sobre los visigodos, la ciudad quedó bajo el control de los francos. La ciudad desapareció en 585 después de un conflicto entre Gundebaldo, que se decía hijo natural de Clotario I, y el rey Gontrán I. Los obispos de la ciudad siguieron siendo citados episódicamente, pero habrá que esperar hasta Bertrand de l'Isle (1050-1123), un miembro de una familia noble y canónigo de Toulouse, nombrado obispo de Comminges en 1083 para ver recuperarse la ciudad. Restableció la vida de la comunidad en el capítulo, reedificó  la catedral y construyó su claustro. Murió en 1123. Reconocido como santo por la multitud de peregrinos que iban a ver su tumba, no fue santificado hasta el pontificado de Clemente V. La afluencia de peregrinos requerirá, en la segunda mitad del siglo XII, la expansión de la catedral. El campanario se construyó en el siglo XII en el interior de la nave.
La construcción de la catedral se  remonta a alrededor del año 1100. Hay restos de la vieja catedral construida por Bernard de l'Isle, como la base de los muros de las cuatra primeras crujías y la fachada de la nave. El claustro se reconstruyó en los siglos XII-XIII en una forma más rica. Se conserva una galería románica al oeste. En la primera mitad del siglo XIII, los canónigos añadieron dos tramos al claustro, las galerías sur y  este, que englobaron la sala capitular. La galería norte del claustro fue construida en el siglo XIV. Esta es la única galería que está abovedada.
Bertrand de Goth fue obispo de Comminges entre 1295 y 1299, antes de convertirse en arzobispo de Burdeos, entre 1300 y 1305, para ser luego elegido papa en 1305 con el nombre de Clemente V . La primera piedra fue colocada en 1304. El proyecto inicial preveía conservar la nave románica y reconstruir el ábside y el coro con cinco capillas radiales y cuatro capillas laterales. La clave de la bóveda del ábside tiene el blasón del obispo Scot Linières (1317-1325) junto con el de Clemente V. La bóveda del cuarto tramo de la nave fue rápidamente rehecha ya que muestra el escudo de armas del canónigo operarius Adhémar de Saint-Pastou, que murió en 1327. La clave de la bóveda del primer tramo tiene el blasón del obispo Hugo de Castillon (1336-1352) que terminó la construcción de la catedral.
El programa inicial de Clemente V fue modificado por el obispo Hugo de Castillon que construyó su capilla funeraria en el lado norte del cuarto tramo de la nave. Bertrand de Cosnac (1352-1374) hizo construir la capilla de Santa Margarita, en el lado sur del cuarto tramo. Bertrand de Cosnac quería depositar las reliquias de san Bertrand en esa capilla para permitir un acceso más fácil a los peregrinos. La construcción de esas capillas desestabilizó la cuarta crujía, causando daños al edificio y obligando a añadir poderosos arbotantes en los contrafuertes.
El mausoleo de san Bertrand fue iniciado por el cardenal Pierre de Foix (1422-1450) y fue completado por su sobrino Jean de Foix-Béarn (1466-1501). Debía cubrir el lugar que había servido para el traslado y la exaltación de las reliquias de san Bertrand por el papa Clemente V, el 16 de enero de 1309. No se sabe dónde estuvieron las reliquias del santo antes de ese año 309. El mausoleo recibió el cuerpo del santo en 1476. Las pinturas se inspiraron en las del libro de milagros del obispo Bertrand redactado por Vital, notario de la abadía de Escaladieu, escrito en 1179 para obtener su canonización por el papa Alejandro III.
La construcción de la sacristía que se encuentra en el lado sureste de la catedral, de la sala capitular que está en la galería norte del claustro y la colocación de las nuevas vidrieras se llevaron a cabo bajo el episcopado de Jean de Mauléon (1523-1551). Jean de Mauleon había comprado siete tapices flamencos y mobiliario litúrgico, e instaló el coro de los canónigos, el órgano y el retablo del altar mayor.
El edificio sufrió daños en la época de las guerras de religión. En 1586, la ciudad alta fue tomada por el capitán Sus con su tropa de hugonotes. Masacraron a los clérigos y acapararon la platería, quemaron los archivos de la ciudad y, en la catedral, robaron los ornamentos, los vasos sagrados y las reliquias. Las reliquias de Bertrand fueron tomadas y ocultadas en un pozo por un soldado. Fueron canjeadas por los canónigos de Lectoure y se devolvieron en 1591. El capítulo debió pagar 10 000 libras a los saqueadores. El obispo Urbain de Saint-Gelais persiguió a los protestantes después de siete semanas de ocupación. El obispo reconoció a Enrique IV como rey de Francia, pero en 1593, el vizconde de Larboust se apoderó de nuevo de la ciudad con una banda de saqueadores y cometió los peores excesos en la iglesia, aunque las reliquias de Bertrand estaban ocultas. El relicario de Clemente V fue destruido en 1586. Un nuevo relicario fue previsto en 1627 por el obispo Barthélemy de Donnadieu de Griet, pero solo se realizó en 1748 y el traslado de las reliquias fue hecho por el obispo Antoine de Lastic.
El altar mayor, en mármol de Sarrancolin, reemplazó en 1737 al hecho por el obispo Jean de Mauléon.
El 30 de noviembre de 1793, los revolucionarios de nuevo se apoderaron de la plateria que encuentran en la catedral. Y otra vez las reliquias de Bertrand se ocultaron y fueron recuperadas después de la Revolución.
La catedral es uno de los primeros monumentos clasificados en la lista de monumentos históricos de 1840. El claustro se clasificó a su vez 1889.

## Estructura general
La arquitectura abriga bajo un único techo tres iglesias de épocas, construcción y estilos diferentes:
- una iglesia románica del siglo XII, fundada por san Bertrand, algunas de cuyas partes se han conservado;
- una iglesia gótica del siglo XIV, diseñada, concebida y financiada por el papa Clemente V, que también había sido obispo de Comminges;
- una «iglesia de madera» compuesta por las boiseries del renacentistas del coro, insertada en la iglesia de piedra bajo el impulso del obispo Jean de Mauléon.

## Exterior

### El campanario y la entrada

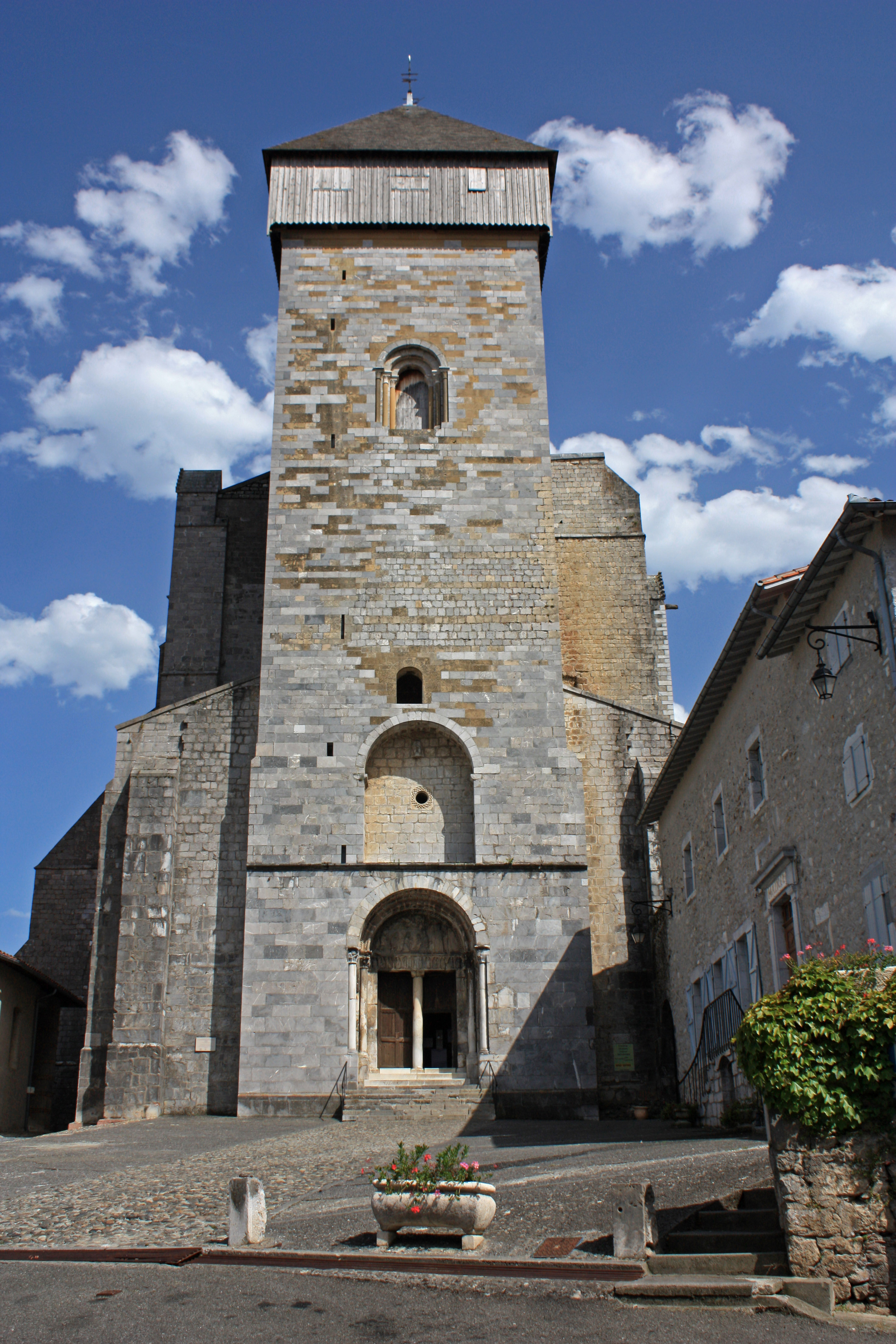
La torre-campanario

La primitiva torre fue elevada y convertida en donjon con mampostería tosca. Tiene 33 metros de altura.
La entrada del campanario está coronada por un tímpano románico en el que figura la Adoración de los Reyes; sobre el dintel están tallados los doce apóstoles.

Imágenes del exterior
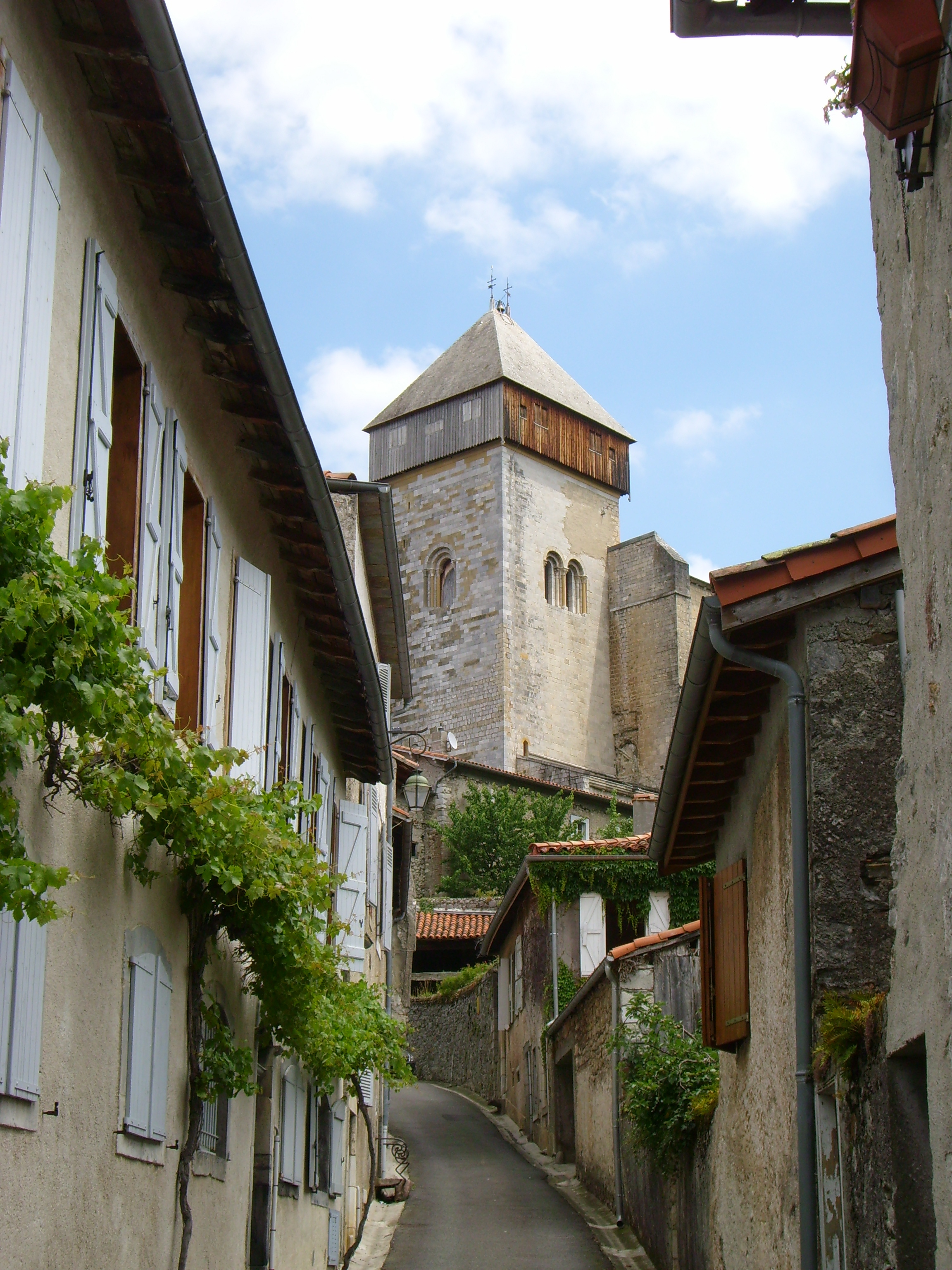
Una callejuela , con el campanario de la catedral
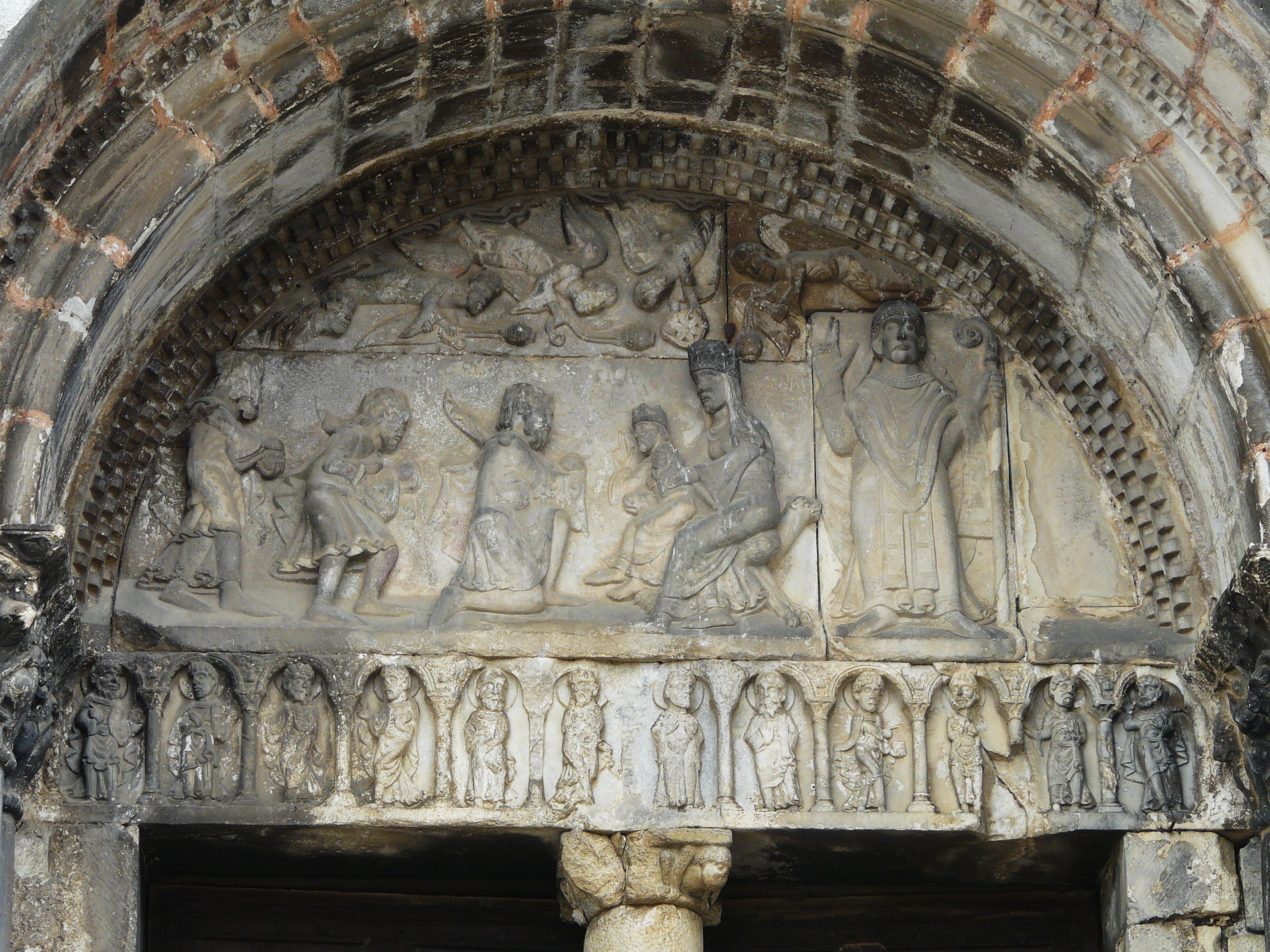
Tímpano del portal en el que figura la Adoración de los Reyes
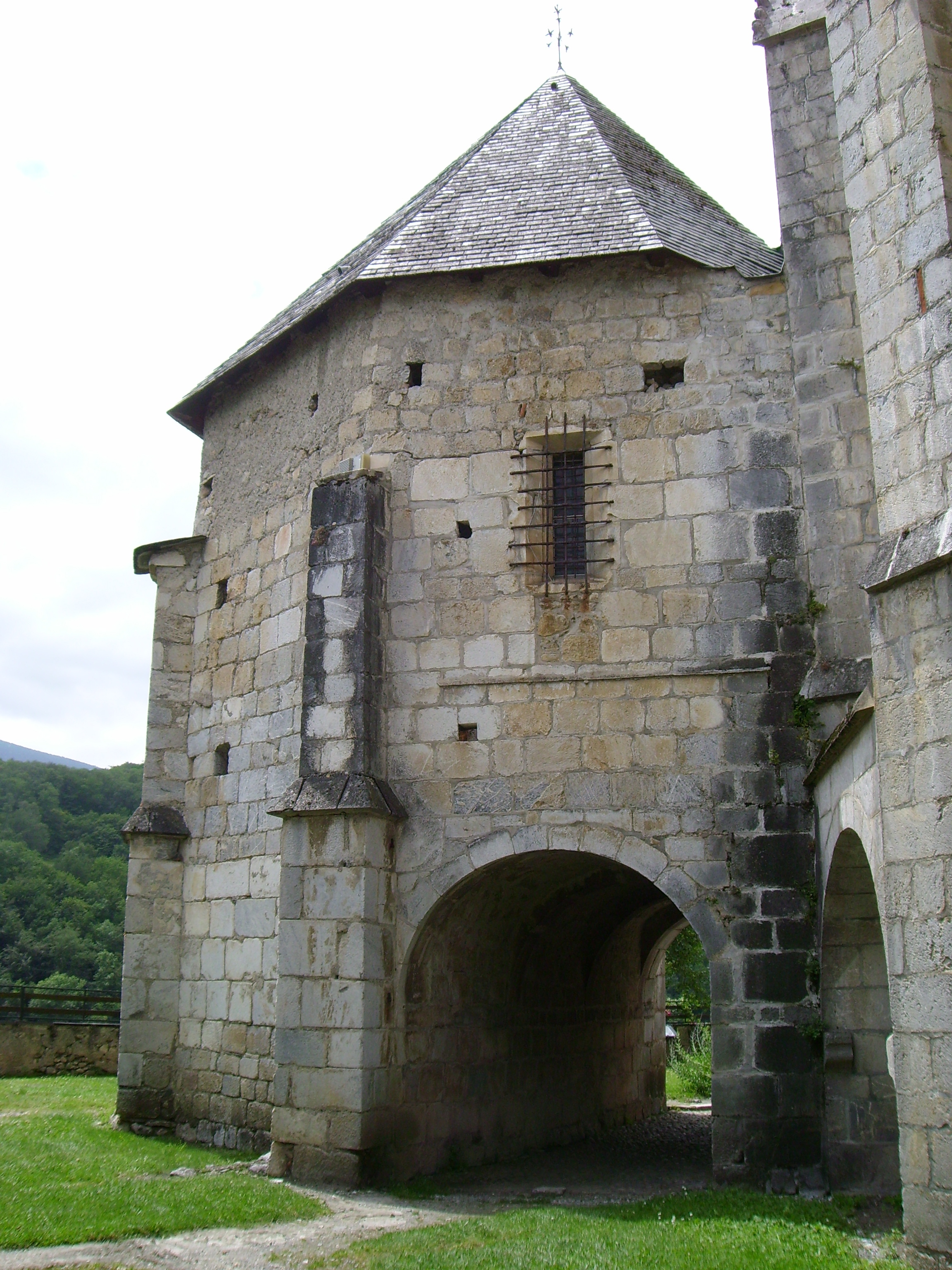
Antigua sacristía del siglo XVI adosada al  al ábside de la capilla Saint-Barthélemy
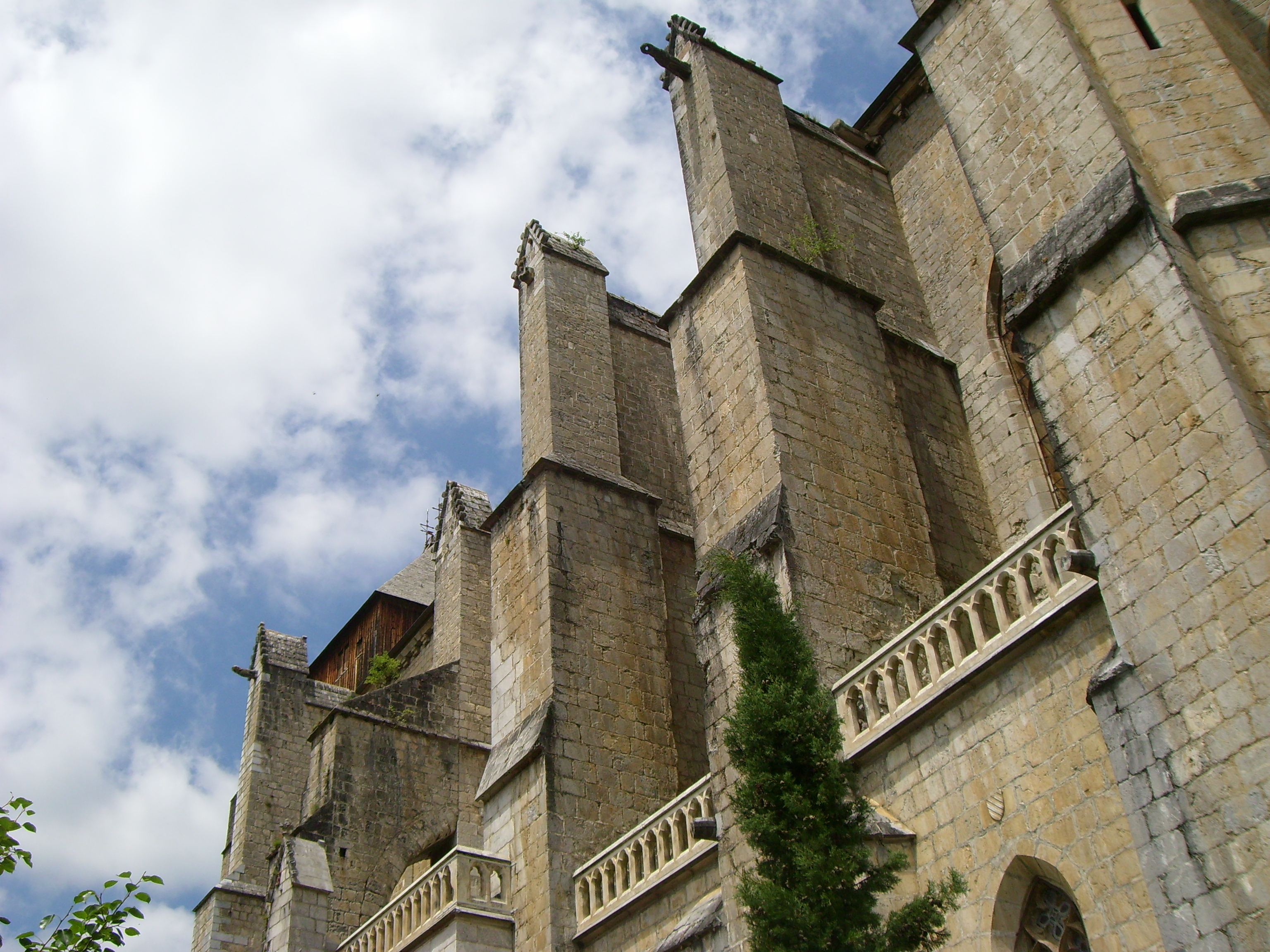
Detalle de los contrafuertes de la fachada sur
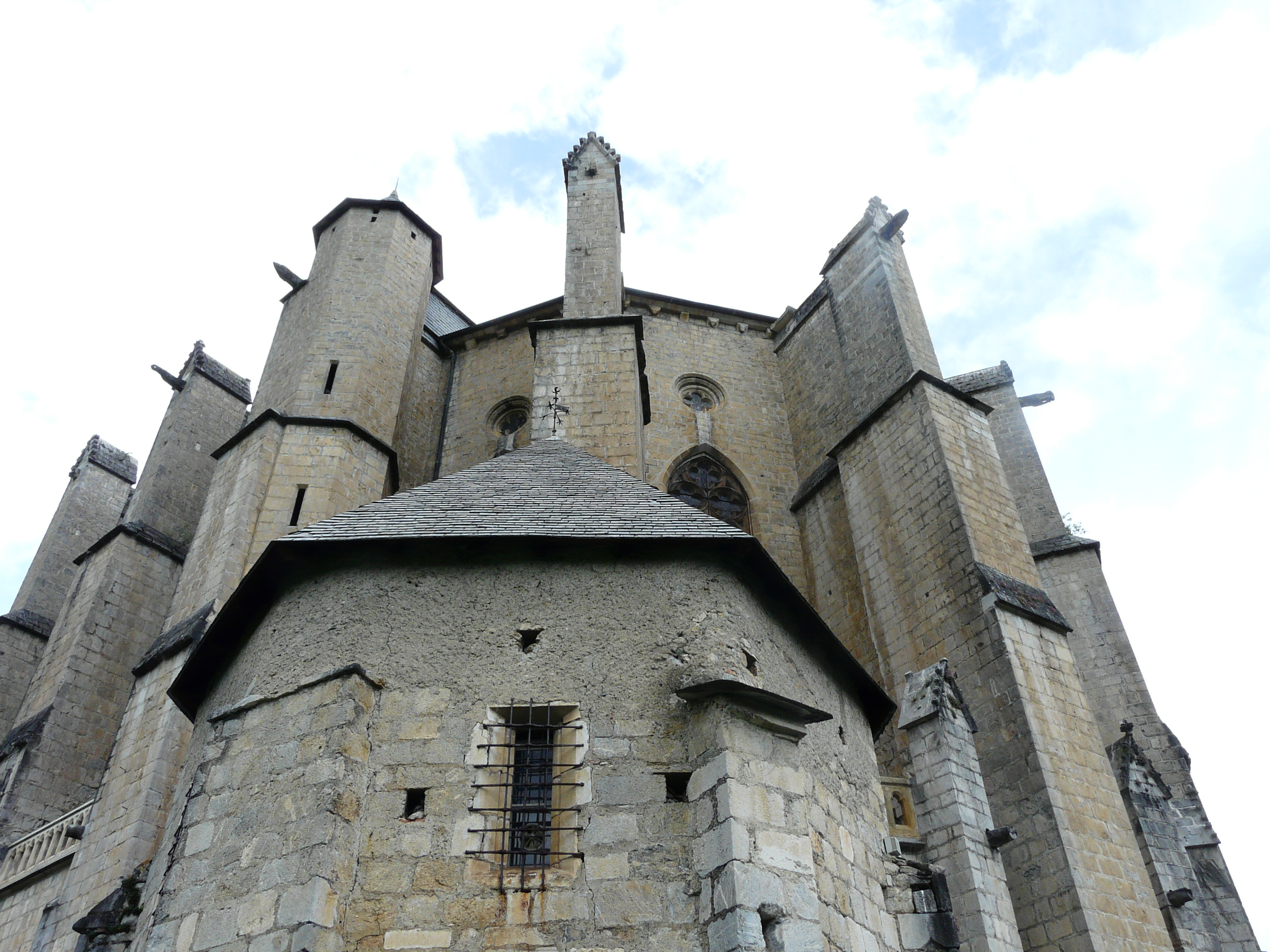
La cabecera de la catedral

### El claustro
El claustro se construyó para los canónigos: es un lugar de oración, de encuentro y de relajación. Su construcción se inició en el siglo XII y se retomó en varias ocasiones:
- tres de sus galerías son románicas y están recubiertas con una carpintería de claraboya. Tienen arcos de medio punto descansando en una doble hilera de columnas con capiteles decorados, siendo el más trabajado el pilar de los Evangelistas. La galería del sur se abre a la colina cercana;
- la galería gótica del norte, de estilo austero, fue reconstruida en los siglos XV y XVI y alberga las tumbas de siete canónigos, de ahí su nombre de galería de las tumbas.

Imágenes del claustro
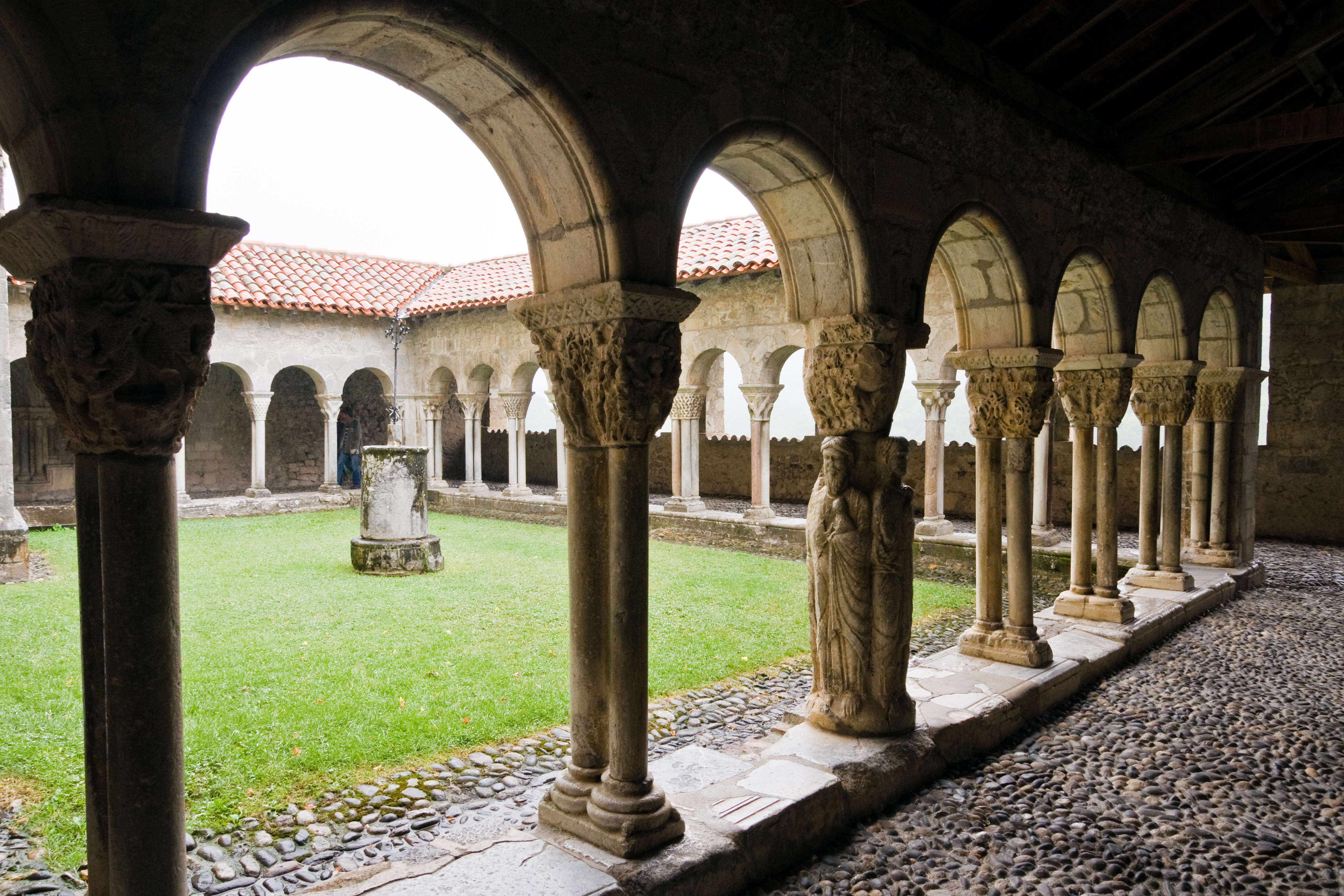
El claustro; en el centro de la arcada, el pilar de los cuatro evangelistas
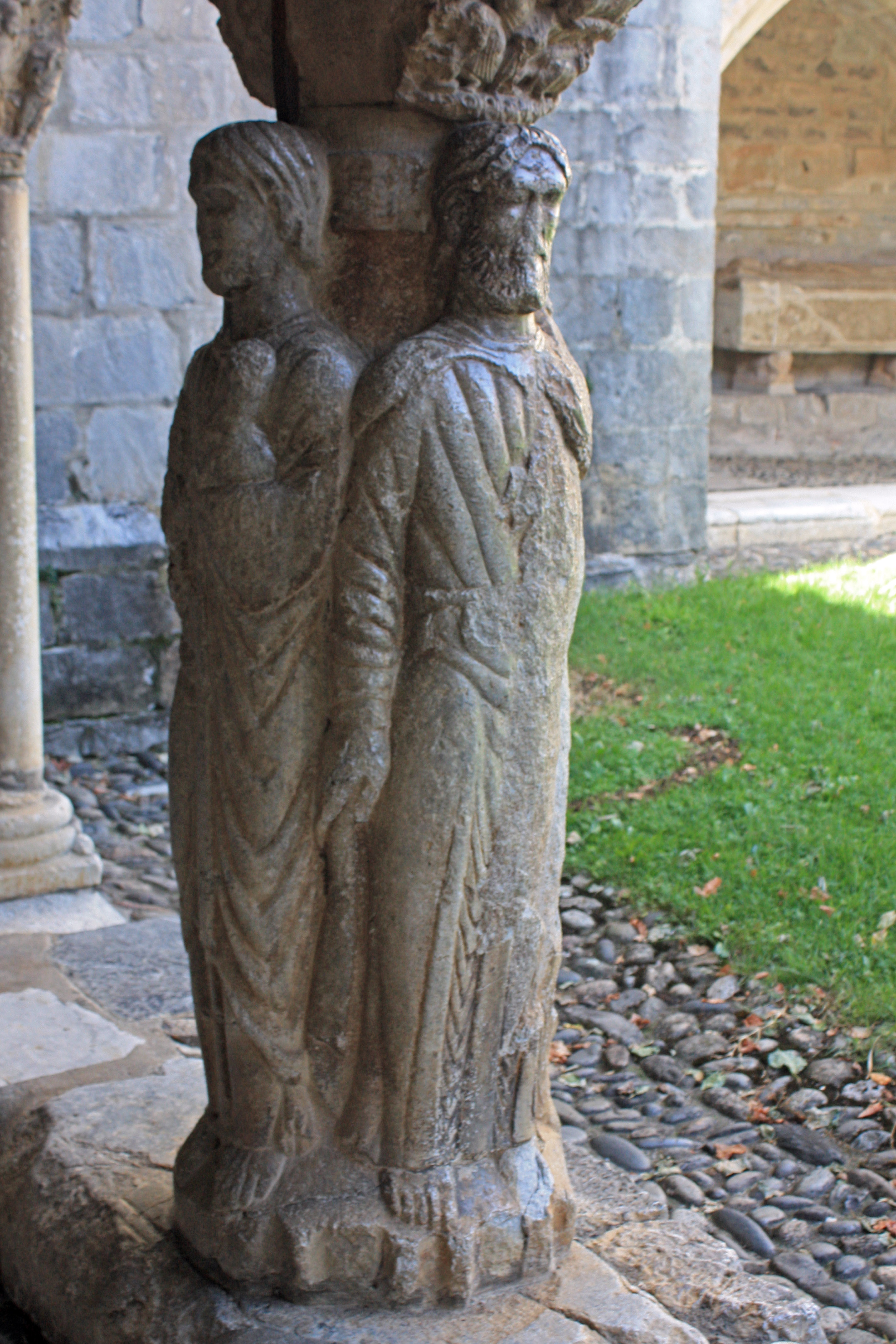
Pilar de los cuatro evangelistas
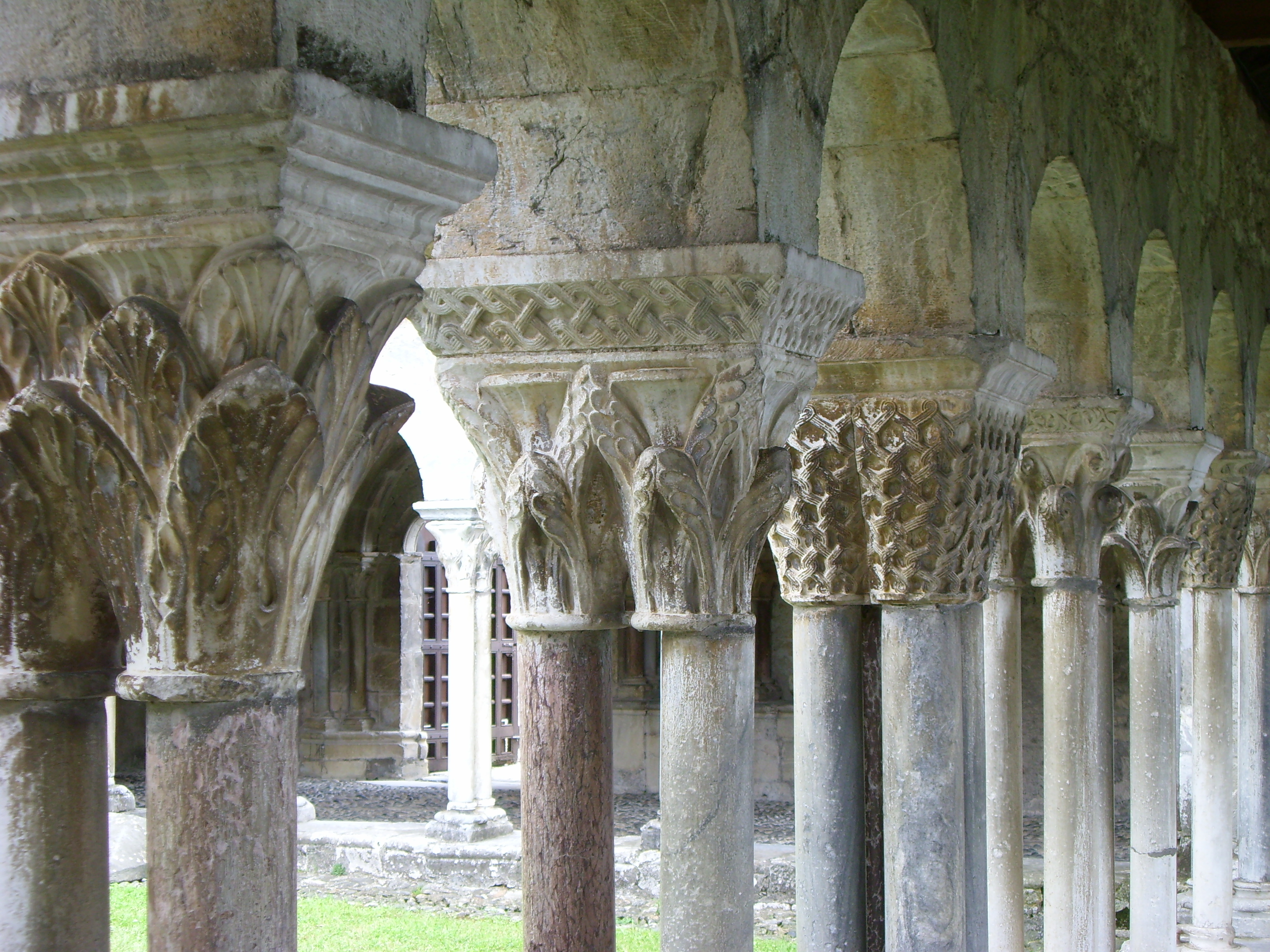
Detalle de los capiteles del claustro
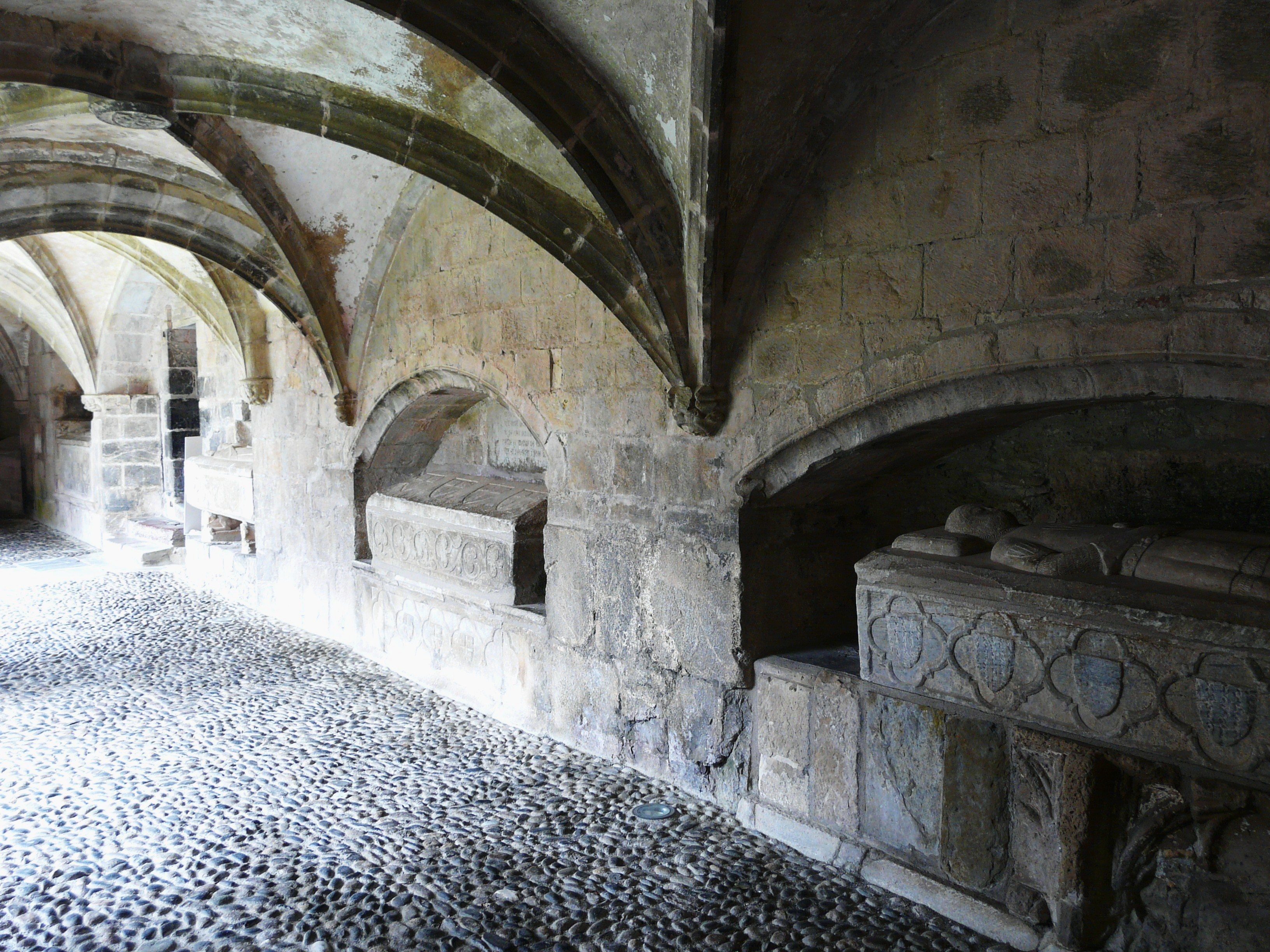
La galería de las tumbas del claustro

## Interior

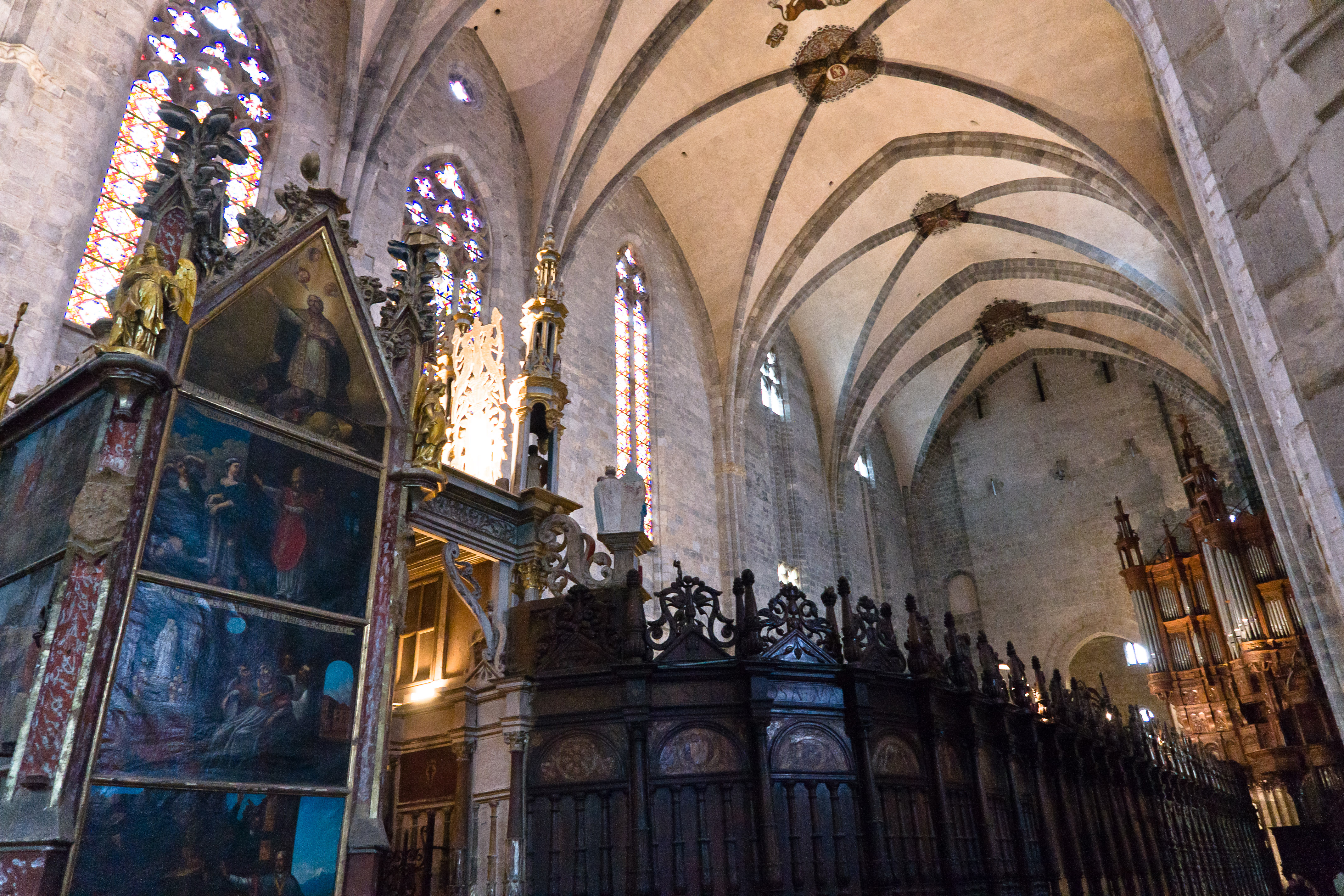
Interior desde la cabecera

### El nártex y la antenave
El nártex (entrada de la catedral) se compone de arcos apuntados, soportados por dos enormes pilares que descansan sobre una base circular de 11,45 m que soporta una bóveda de ocho nervaduras. El campanario se eleva por encima. Se encuentran arcadas románicas en la pared norte y sur.

#### El órgano
En el atrio, el espacio comprendido entre la entrada de la catedral y la tribuna del  coro alto y que recibe a los feligreses y peregrinos, se encuentra el órgano. El buffet renacentista se eleva sobre cinco columnas acanaladas; sus esculturas tratan de temas seculares (escenas campestres, trabajos y acciones de Hércules). Este órgano de esquina fue revisado en tres ocasiones: en 1835, 1901 y 1975.

### La nave gótica
A partir del siglo XIV, el antiguo edificio románico se transformó por completoy se construyó una gran bóveda al este, formando la cabecera. La bóveda de crucería, de 28 m de altura, se extiende desde la cabecera hasta el campanario; culmina a 55 m. Los muros son de piedra gris. El conjunto forma una nave única de tipo gótico meridional, de una anchura de 16 m.

### Las capillas
La nave tiene once capillas, cinco de ellas radiales y seis laterales. A través del coro se llega a la antigua sacristía, construida por el obispo Jean de Mauléon en apéndice del ábside de san Barthélemy.
La capilla de Notre Dame es notable por la tumba del obispo Hugues de Castillon (1336-1352), de mármol blanco de Saint-Béat, atribuida al Maître de Rieux.
El altar parroquial, situado en el atrio, es una capilla que no era parte del plan original: fue añadida en 1621 por el obispo Gilles de Souvre para permitir a los fieles seguir servicios distintos a través de la pantalla de coro, de acuerdo con una directiva del concilio de Trento.
En la antigua sala capitular se encuentra el tesoro de la catedral (cálices sagrados, ornamentos litúrgicos).

### Las boiseries renacentistas del coro
La obra maestra de la catedral es, sin duda alguna, las boiseries (carpinterías) renacentistas del coro, verdadera "iglesia de madera" inaugurada en la Nochebuena de 1535. Destacan: 
- los 66 asientos dispuestos en dos alturas;
- el asiento episcopal que comienza la hilera de sillas altas del lado de la epístola;
- el jubé, que separa el atrio del coro, ricamente decorado;
- el retablo, en madera esculpida, recubierto con pinturas y dorado en el siglo XVIII.

### El mausoleo de san Bertrand
A principios del siglo XV, el obispo Pierre de Foix  construyó un mausoleo en el coro de la catedral para recoger los restos de san Bertrand. El lado que mira hacia la cabeza está cubierto con pinturas sobre la piedra que datan del siglo XVII y que reproducen escenas milagrosos de la vida del santo. El lado que mira hacia el coro está perforado con una cavidad que contiene el gran relicario de plata y ébano donde reposa el cuerpo del santo.

### Galería de imágenes del interior

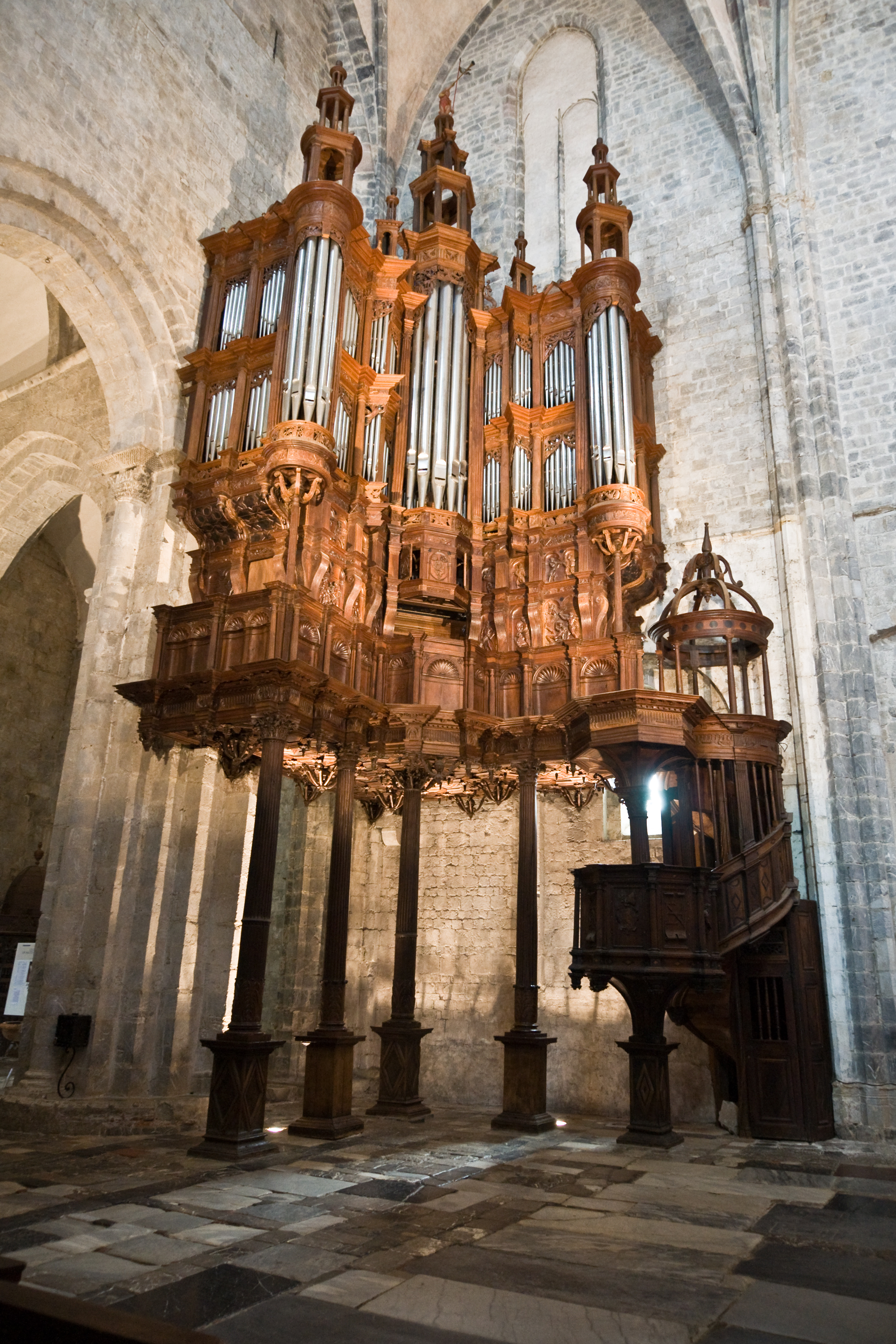
El órgano y el púlpito
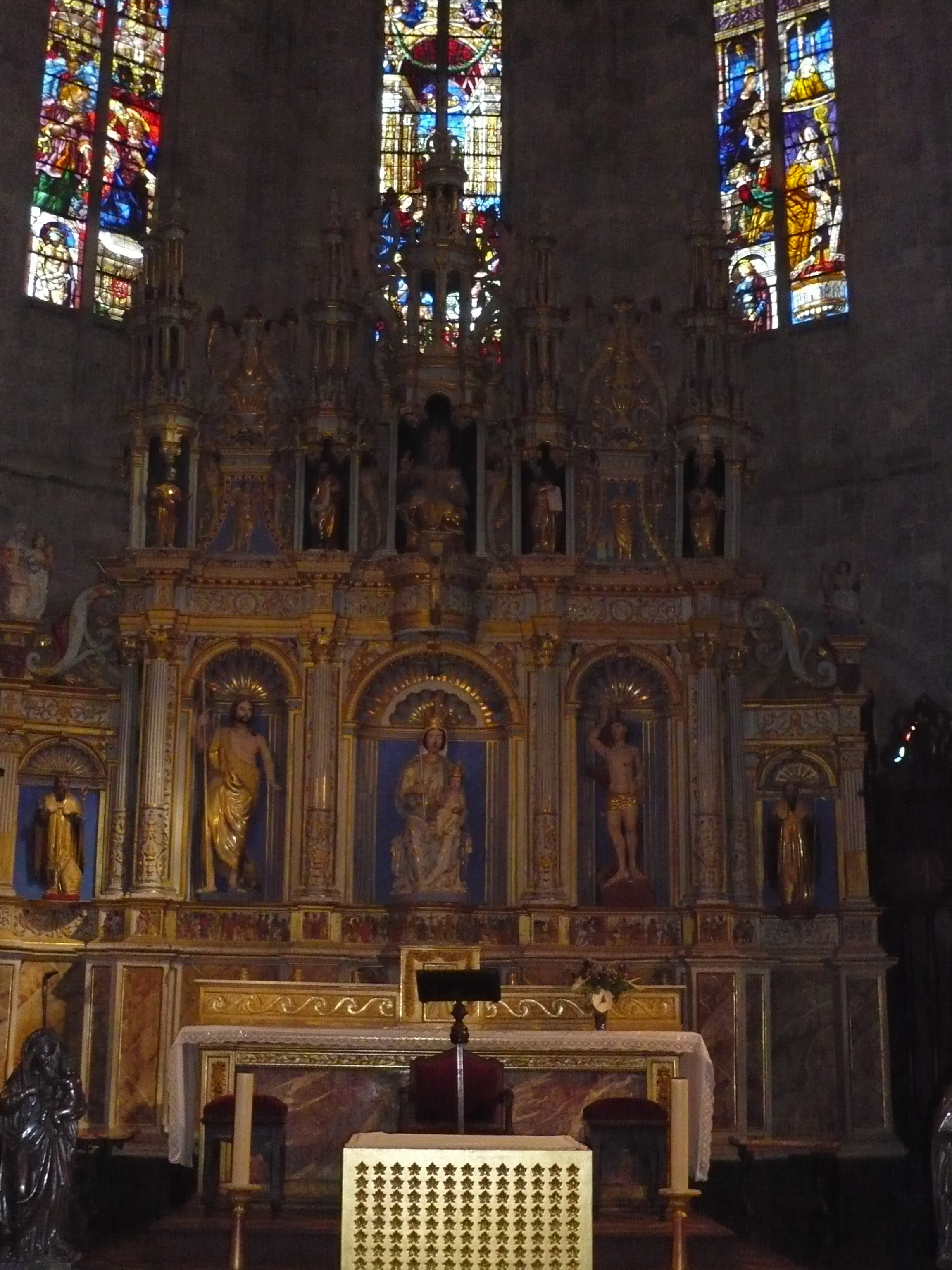
El retablo del coro
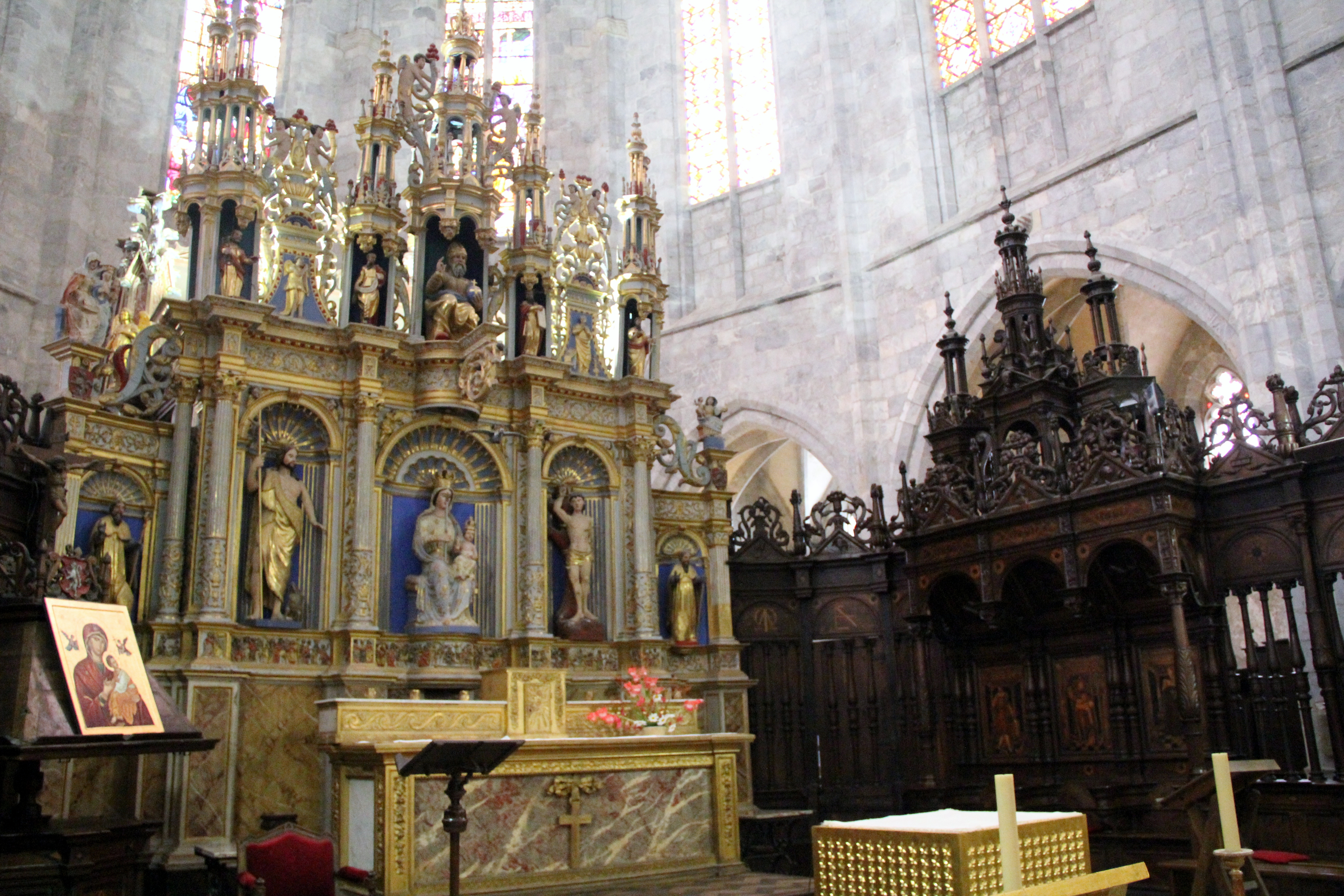
Altar mayor
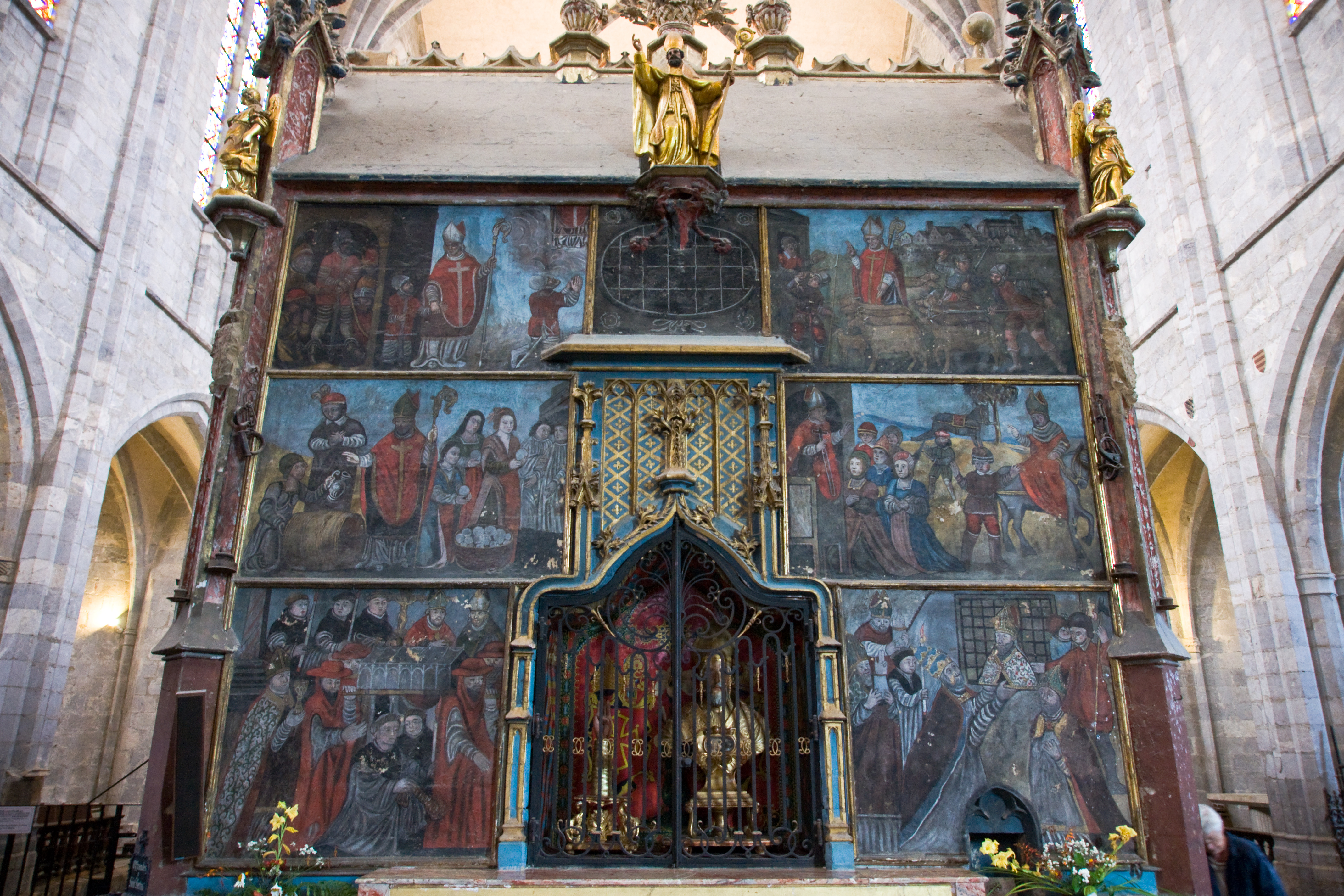
Trasera del altar, con el mausoleo de san Bertrand y pinturas del siglo XVII
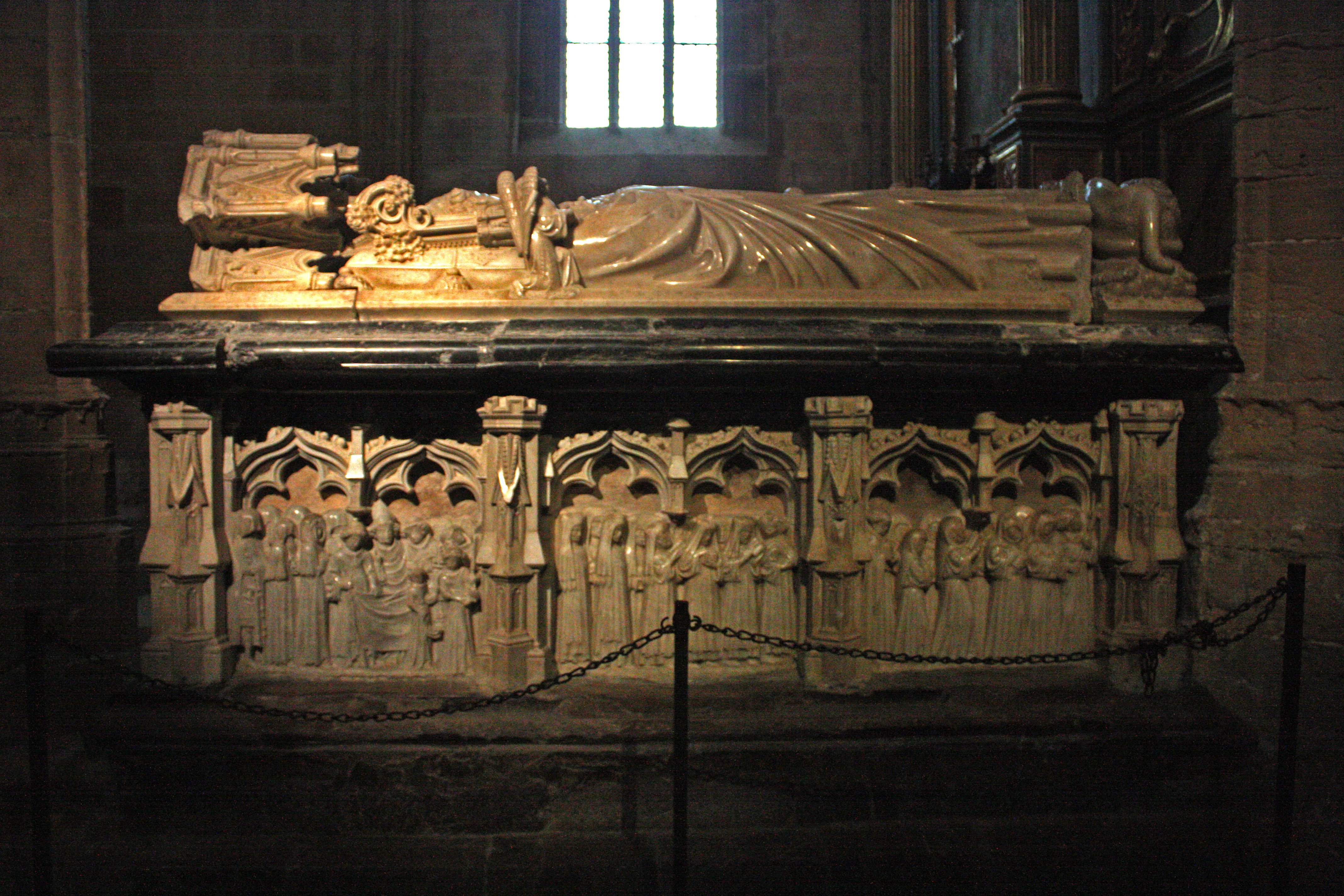
La tumba de Hugues de Castillon
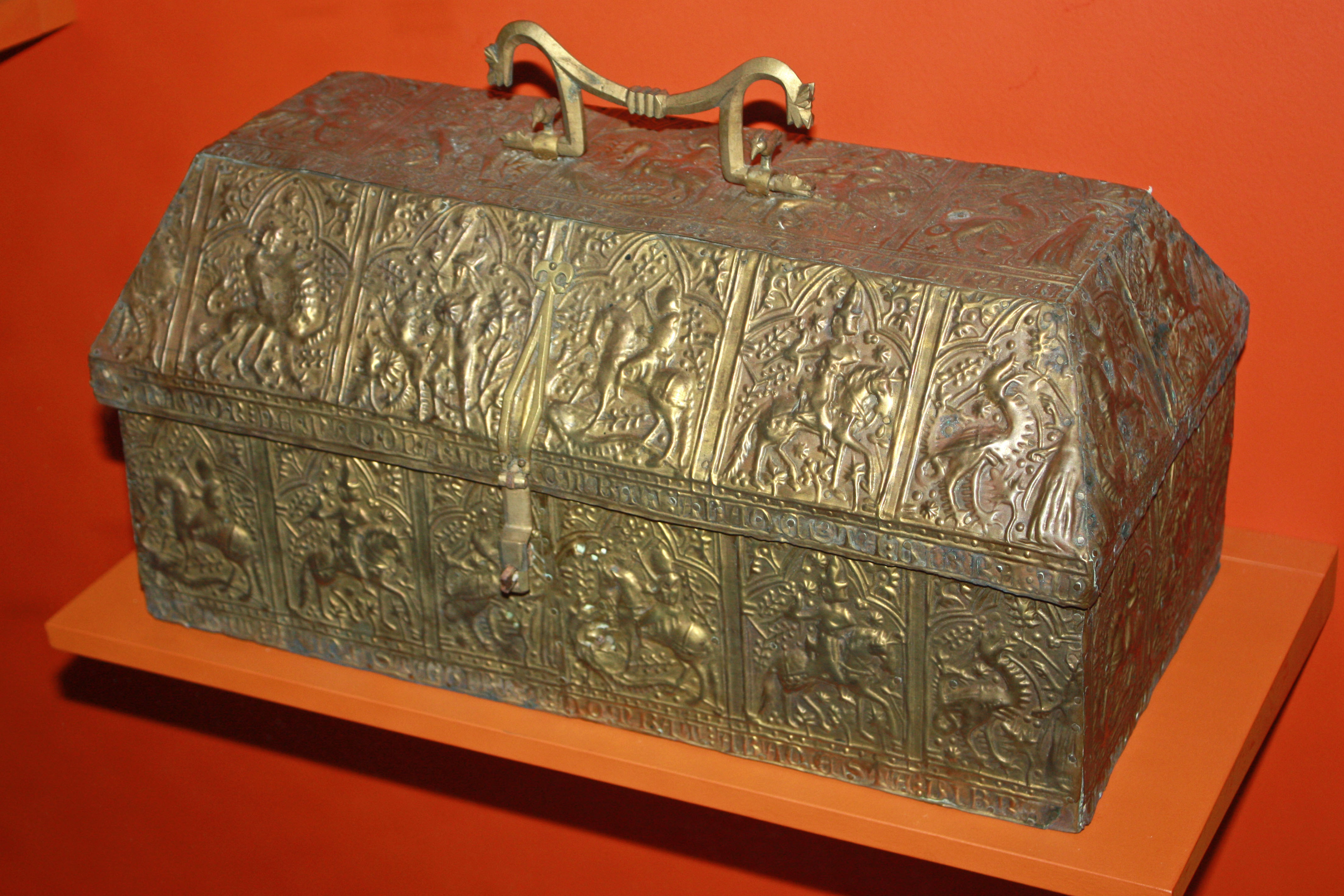
Tesoro de la catedral: cofre del XIV

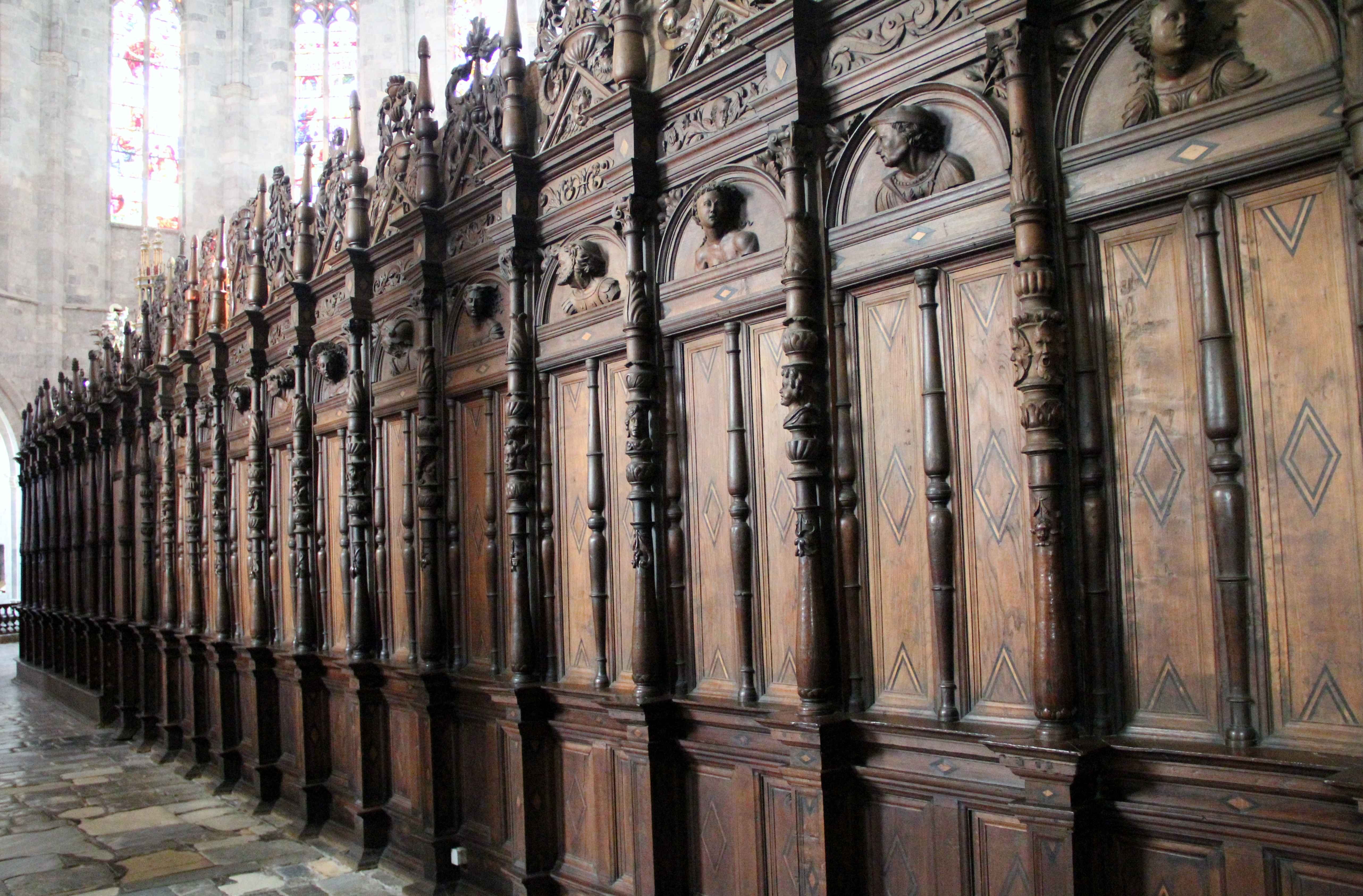
Cancela en boiserie
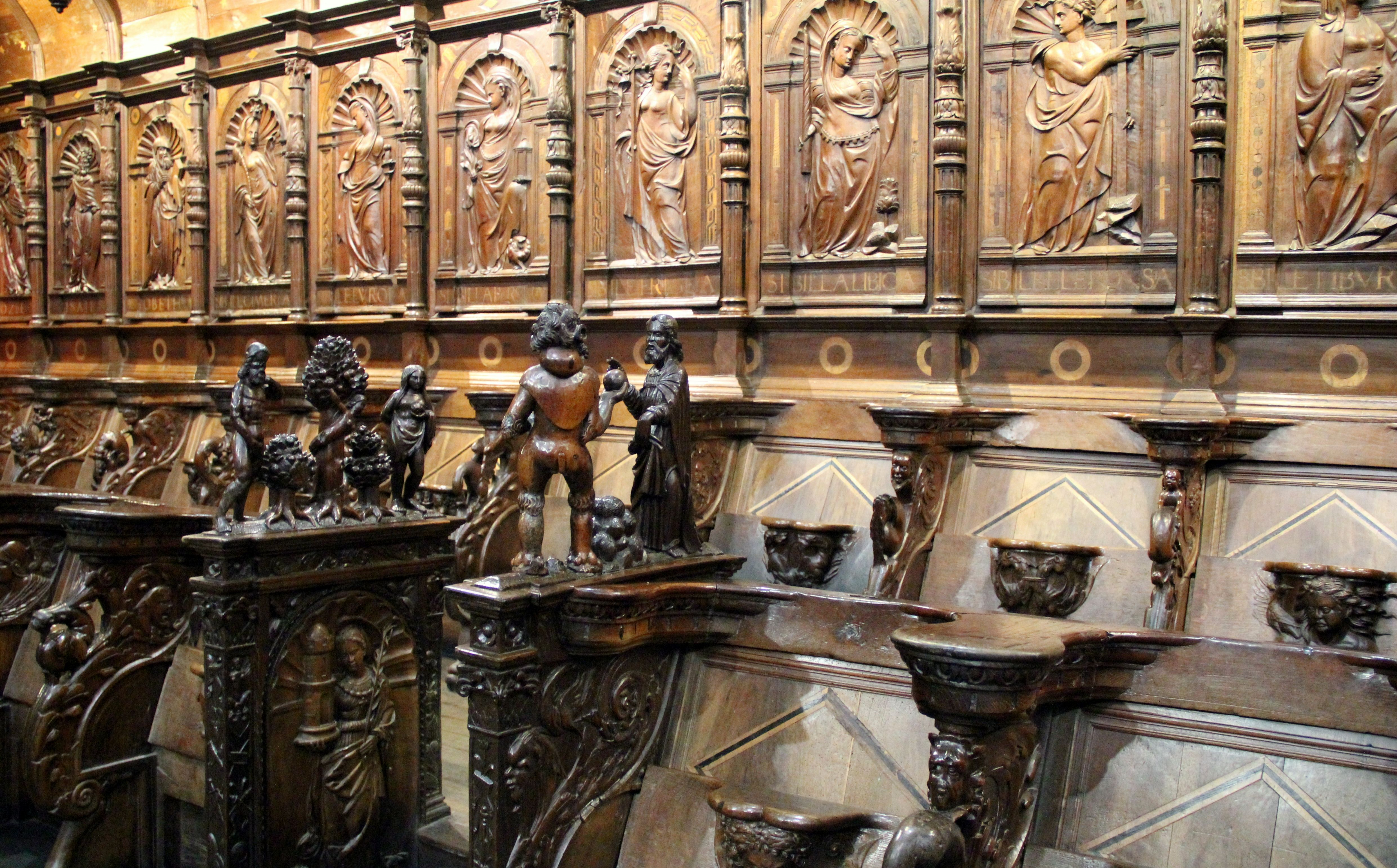
Sillerias del coro
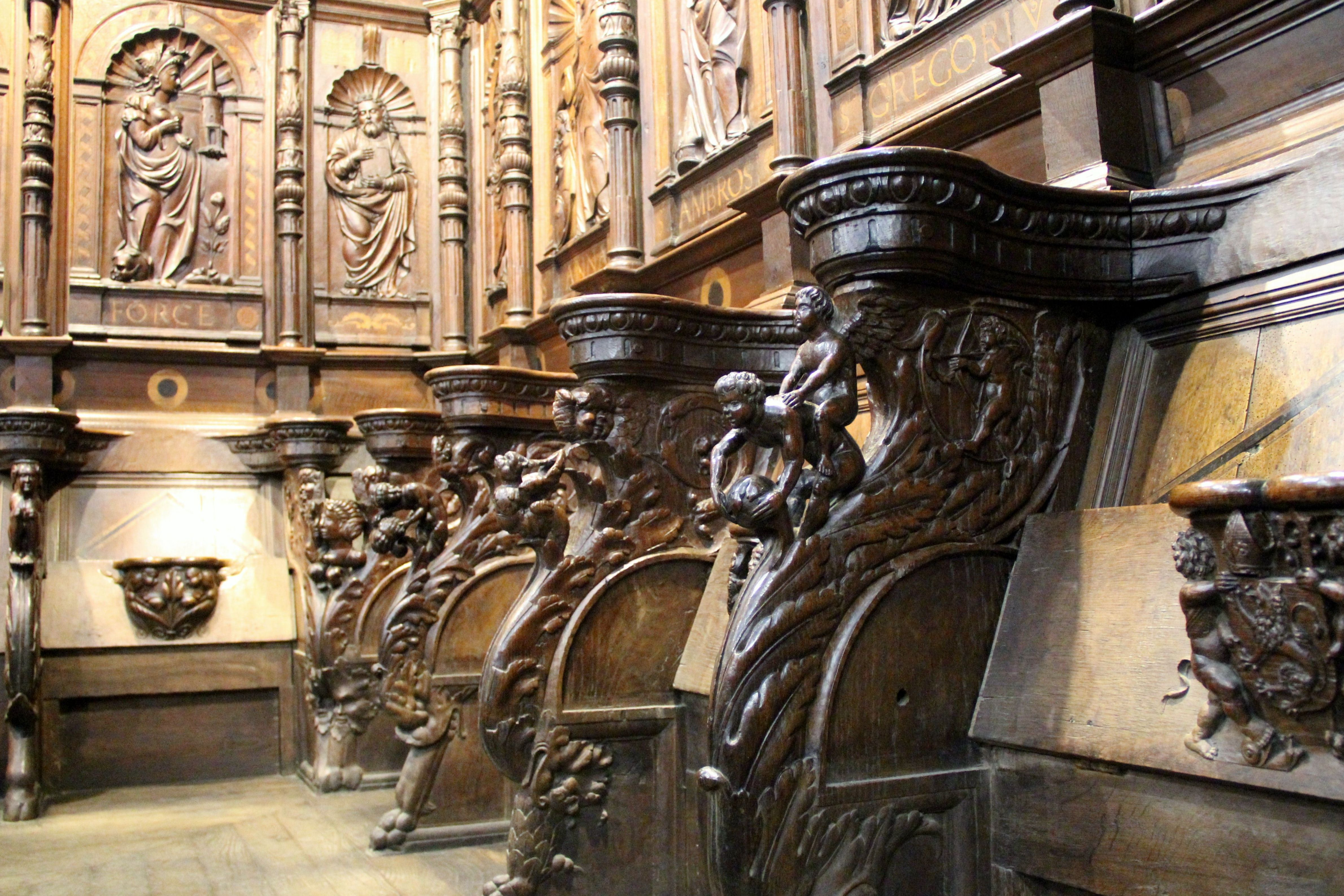
Detalle de las sillerias
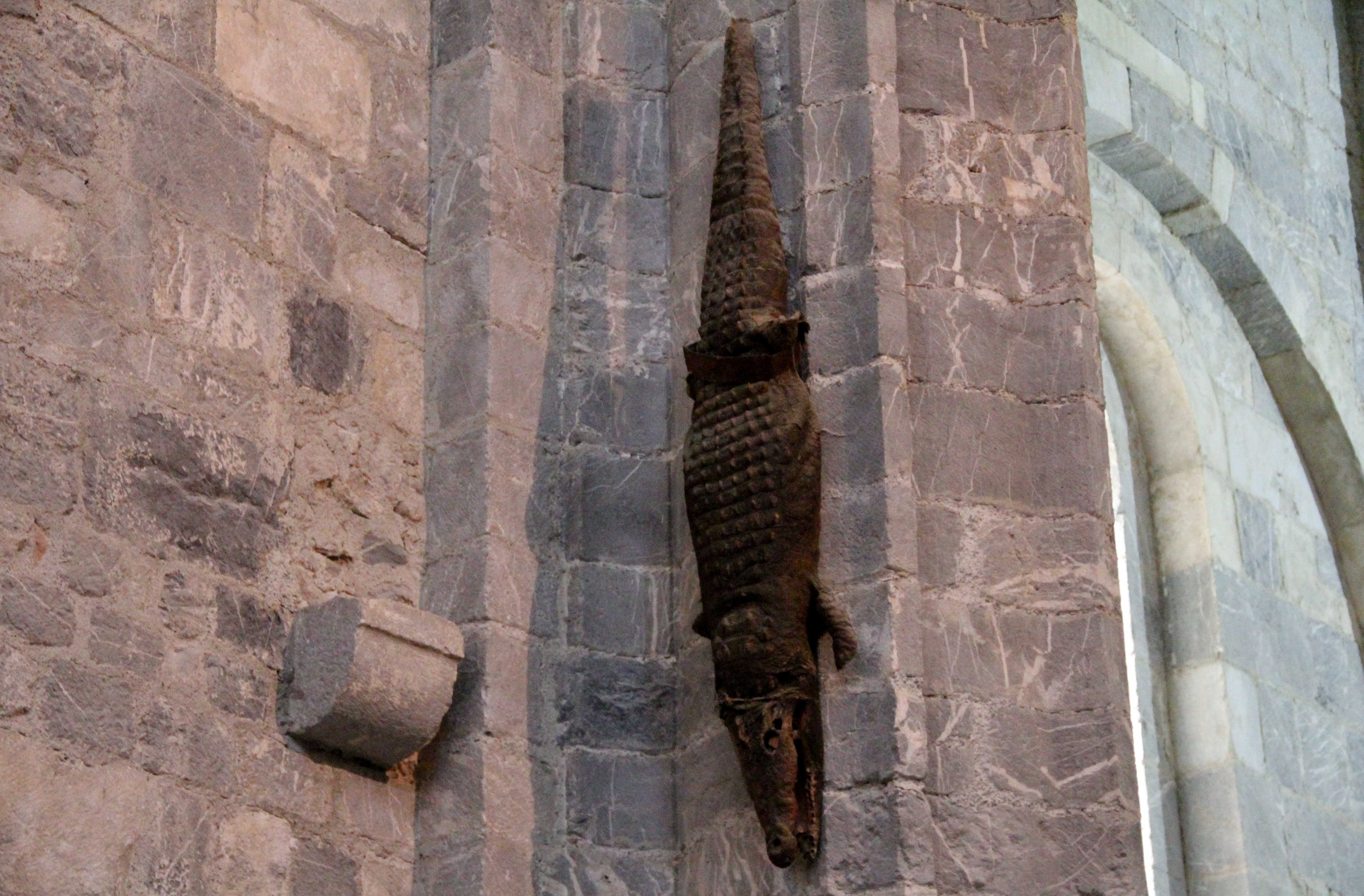
Ex-voto
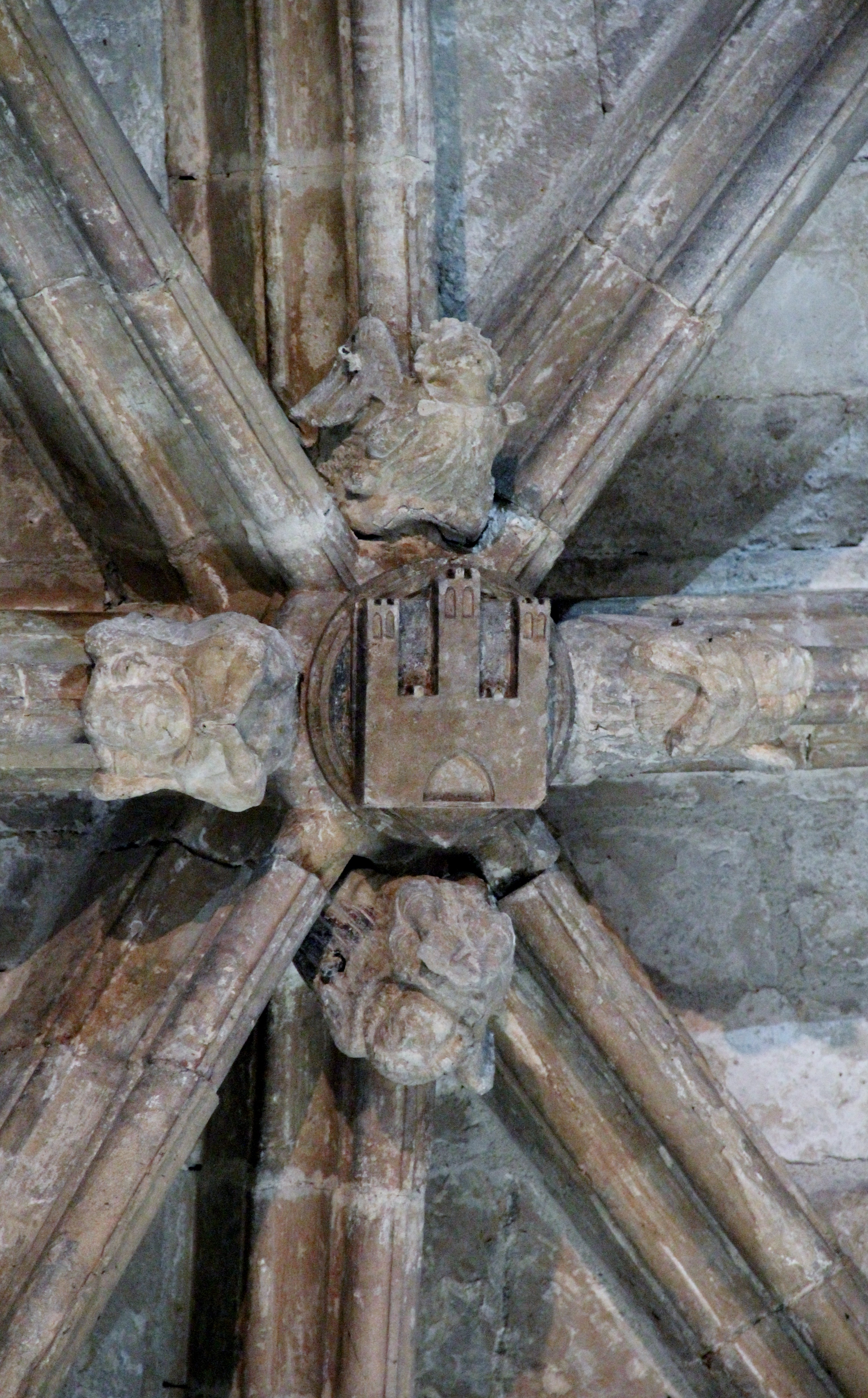
Clave de bóveda